# Spartacus (film, 1960)
Pour les articles homonymes, voir Spartacus (homonymie).
Pour plus de détails, voir Fiche technique et Distribution.
Spartacus est un film américain de Stanley Kubrick sorti en 1960, adapté du roman homonyme de Howard Fast, publié en 1951.
Inspiré par l'histoire de la vie de Spartacus, le chef d'une révolte d'esclaves dans l'antiquité, et des événements de la troisième guerre servile, le film met en scène dans les rôles principaux les acteurs Kirk Douglas en tant que Spartacus et Laurence Olivier en tant que le général romain et homme politique Marcus Licinius Crassus. La distribution principale est complétée par les acteurs Peter Ustinov, lauréat d'un Oscar du meilleur second rôle masculin qui incarne le marchand d'esclaves Lentulus Batiatus, de John Gavin en tant que Jules César, de Jean Simmons en tant que Varinia, de Charles Laughton en tant que Sempronius Gracchus et de Tony Curtis en tant qu'Antoninus.
En 2017, le film est sélectionné pour être conservé par le National Film Registry de la Bibliothèque du Congrès américain pour son « importance culturelle, historique ou esthétique ».

## Synopsis
En 73 av. J.-C., Spartacus est un esclave thrace que l'on fait travailler dans les mines de Lydie. Il est remarqué et acheté par Lentulus Batiatus, propriétaire d'une école de gladiateurs à Capoue, où il est pris en charge par l'entraîneur Marcellus qui l'initie au métier de gladiateur. Il fait connaissance avec les autres esclaves, dont Draba le Noir et Crixus. Il est aussi intéressé par Varinia, une des esclaves que Marcellus donne parfois en récompense pour une nuit aux gladiateurs qui l'ont mérité.
Crassus arrive bientôt à l'école de gladiateurs avec son épouse, le frère de celle-ci, Marcus Glabrus, et l'épouse de celui-ci. Il demande à Batiatus, pour fêter le mariage tout récent de son beau-frère, de faire combattre deux paires de gladiateurs jusqu'à la mort. Spartacus est sélectionné pour se battre dans l'arène contre Draba, l'Éthiopien. Il est vaincu, mais Draba refuse de le tuer et lance son trident vers la loge des spectateurs. Il s'élance ensuite pour monter sur l'estrade mais Crassus le tue d'un coup de dague.
Écœuré de la mort de Draba et de la provocation de Marcellus, qui lui révèle que Varinia a été achetée par Crassus, Spartacus s'en prend à Marcellus ce qui entraîne la révolte des gladiateurs. Marcellus est égorgé par Spartacus et Batiatus, voyant qu'il ne viendra pas à bout de la rébellion, se sauve en emmenant Varinia avec lui. Spartacus devient le chef de cette troupe qui projette de libérer les esclaves romains et de s'enfuir de l'Italie grâce aux bateaux des pirates ciliciens.
Au Sénat de Rome, le plébéien Sempronius Gracchus, adversaire déclaré de Crassus, fait voter une motion donnant à Marcus Glabrus, chef de la garnison de Rome et protégé de Crassus, le commandement d'une armée chargée de mater la révolte des esclaves qui se sont réfugiés sur les flancs du Vésuve. En attendant, César, allié de Gracchus, prend le commandement de la garnison de la ville. Au moment du départ de l'armée de Glabrus, Antoninus, un esclave poète de Crassus, s'évade et part rejoindre les révoltés.
Ceux-ci taillent en pièces l'armée de Glabrus. Le but de Spartacus est de faire traverser l'Italie à ses hommes, jusqu'à la mer où il paiera les pirates ciliciens pour les faire embarquer sur leurs bateaux et les transporter le plus loin possible de Rome. Au début du voyage, il est rejoint par Varinia, qui a réussi à échapper à Batiatus. Ils deviennent amants et Varinia attend bientôt un enfant.
Quand les esclaves arrivent à la côte, le chef cilicien leur apprend qu'il ne pourra pas les embarquer car Crassus a payé leur flotte pour qu'elle appareille. Il offre seulement d'embarquer Spartacus, Varinia et quelques uns de ses officiers sur son bateau personnel, mais Spartacus refuse et le fait jeter dehors du camp. Il s'apprête alors à affronter les armées romaines. À Rome, Crassus a promis d'écraser la rébellion à condition qu'il soit nommé dictateur, et le Sénat a accepté malgré les protestations de Gracchus. Les esclaves voient bientôt la menace se préciser. L'armée de Crassus arrive de Rome et elle est épaulée par celle de Pompée, qui vient de Calabre, et celle de Lucullus, qui a accosté à Brundisium.
L'armée esclave subit une défaite complète et Crixus est tué dans la bataille. Spartacus et Antoninus sont faits prisonniers. Sur le champ de bataille, Crassus trouve Varinia, qui vient d'accoucher, et la fait ramener à Rome. Il la convoitait depuis qu'il l'avait entrevue dans la maison de Batiatus à Capoue. Crassus promet aux captifs qu'ils ne seront pas punis s'ils lui livrent Spartacus. À sa grande surprise, tous déclarent : « Je suis Spartacus ! ». Le vainqueur les condamne à être crucifiés tout le long de la Voie Appienne jusqu'aux portes de Rome. Il ordonne qu'Antoninus et Spartacus, enchaînés l'un à l'autre, soient les derniers à être mis en croix.
Batiatus, ruiné par la révolte de ses gladiateurs, veut prendre sa revanche sur Crassus, qu'il accuse d'être la cause de son malheur. Il retourne à Rome et s'allie à Gracchus, maintenant disgracié. Celui-ci lui donne de l'argent pour enlever Varinia et l'emmener en Gaule où elle trouvera la liberté. Après leur départ, Gracchus se suicide.
Pendant ce temps, Crassus à qui s'est rallié César est aux portes de Rome et ordonne à Spartacus et à Antoninus de se battre en duel jusqu'à la mort. Le vainqueur sera ensuite mis en croix. Spartacus remporte le combat et c'est lui qui est crucifié à proximité des murs de Rome. Le lendemain matin, Batiatus et Varinia sortent de la ville en empruntant la voie Appienne et aperçoivent Spartacus, encore mourant sur sa croix. Varinia lui montre son fils en lui déclarant qu'il sera un citoyen libre avant de s'éloigner dans le chariot avec son ancien maître.

## Fiche technique
- Titre : Spartacus
- Réalisation : Stanley Kubrick

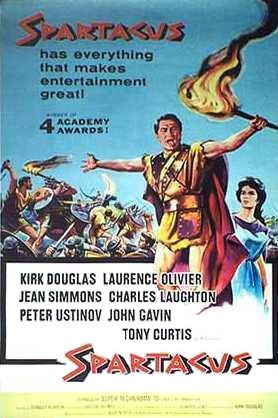
Autre affiche du film lors de sa sortie en salle, illustrée par Reynold Brown.

- Réalisation des scènes du camp d'esclaves en Libye : Anthony Mann
- Scénario : Dalton Trumbo, d’après le roman de Howard Fast
- Conseiller historique et technique : Vittorio Nino Novarese
- Photographie : Russell Metty et Clifford Stine (vues additionnelles)
- Montage : Robert Lawrence (image), Arnold Schwarzwald (son)
- Musique : Alex North
  - Direction musicale : Alex North et Joseph Gershenson
- Direction artistique : Alexander Golitzen, Eric Orbom
- Décors : Russell A. Gausman et Julia Heron
- Costumes : Peruzzi, Valles et Bill Thomas pour les costumes de Jean Simmons
- Maquillage : Bud Westmore
- Coiffures : Larry Germain
- Son : Waldon O. Watson, Joe Lapis, Murray Spivack et Ronald Pierce
- Producteurs : Kirk Douglas et Edward Lewis
- Sociétés de production : Bryna Productions, Inc., et Universal Pictures Company, Inc.
- Société de distribution : Universal Pictures
- Pays de production :  États-Unis
- Langue originale : anglais
- Budget : 13 millions de $
- Box-office : 60 000 000 de $
- Format : Couleurs (Technicolor)
  - version d'origine : (Super Technirama 70 stéréo 6 pistes) et 35 mm - 2,35:1 - Son mono (Westrex Recording System)
  - version restaurée de 1991 : 70 mm - 2,20:1 - Stéréo 6 pistes
- Genre : Film historique, péplum
- Durée : 184 minutes (cinéma), 188 minutes (restaurée, 1991)
- Affiche pour la France : Yves Thos
- Dates de sortie :
  - États-Unis : 6 octobre 1960 (New York), 7 octobre 1960 (sortie nationale)
  - France : 15 septembre 1961
  - États-Unis : 21 avril 1991, (version restaurée, première à New York)
  - France : septembre 2001, (version restaurée), Festival du cinéma américain de Deauville
- Affiches : Reynold Brown (États-Unis), René Péron, Joseph Koutachy, Jean Mascii (France)

## Distribution

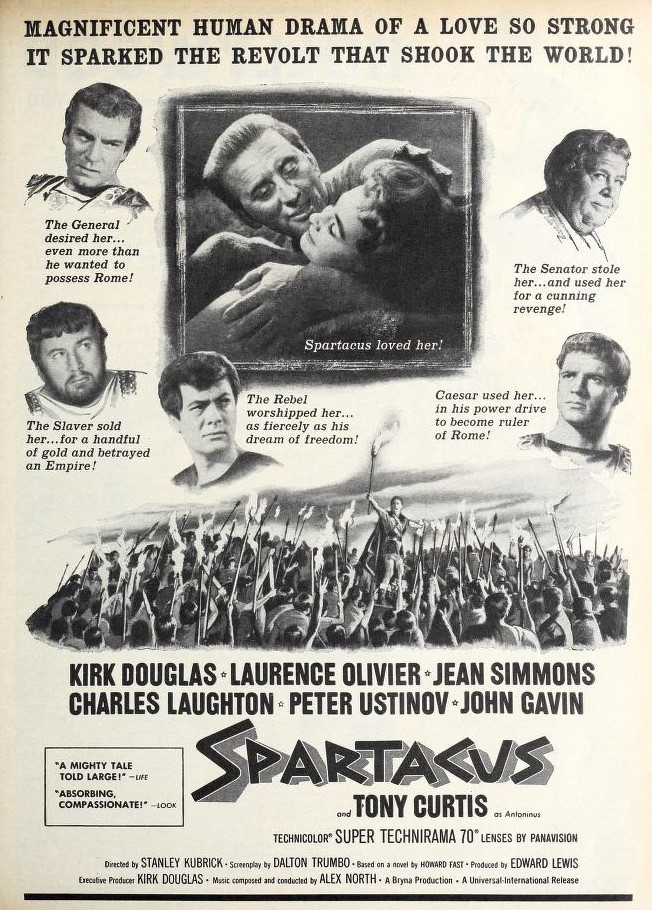
Affiche publicitaire du film avec les acteurs principaux.

- Kirk Douglas (VF : Roger Rudel) : Spartacus
- Laurence Olivier (VO supplément : Anthony Hopkins / VF : Jean Davy / supplément : Gérard Rinaldi) : Crassus
- Peter Ustinov (VF : Roger Carel) : Lentulus Batiatus
- Jean Simmons (VF : Arlette Thomas) : Varinia
- Charles Laughton (VF : Paul Bonifas) : Gracchus[1]
- John Gavin (VF : Roland Ménard) : Jules Cesar
- Tony Curtis (VF : Hubert Noël) : Antoninus
- Nina Foch  (VF : Jacqueline Porel) : Helena Glabrus
- John Ireland (VF : Raymond Loyer) : Crixus
- Herbert Lom (VF : Serge Nadaud) : Tigranus
- John Dall (VF : Jean Berger) : Glabrus
- Charles McGraw (VF : Jean Clarieux) : Marcellus
- Joanna Barnes (VF : Martine Sarcey) : Claudia
- Harold J. Stone (VF : William Sabatier) : David
- Woody Strode : Draba
- Peter Brocco (VF : Jean Berton) : Ramon
- Paul Lambert : Gannicus
- Robert J. Wilke : le capitaine des gardes
- Nick Dennis : Dionysius
- John Hoyt : Caius
- Frederic Worlock : Laelius

Acteurs non crédités
- Arthur Batanides : un légionnaire
- David Bond : un esclave
- Paul E. Burns : Fimbria
- Ted de Corsia : un légionnaire
- Richard Farnsworth : un gladiateur / le général des esclaves
- Harold Goodwin : un esclave
- James Griffith : Otho
- George Kennedy : un soldat de l'armée des esclaves
- Dayton Lummis : Symmachus
- Vic Perrin (VF : Paul-Émile Deiber) : le narrateur

## Production

### Pré-production
L'acteur et producteur Kirk Douglas, intéressé par le roman de Fast, décida de le produire et demanda à Dalton Trumbo de l'adapter. Douglas protégea courageusement Trumbo, qui avait été emprisonné puis soumis à une interdiction de travailler dans le cinéma en raison de son adhésion pendant 5 ans au parti communiste, et qui dut commencer à travailler sur le film sous le pseudonyme de « Sam Jackson ». À la fin de la production du film, la Liste noire de Hollywood n'avait plus cours et Trumbo a pu être dûment crédité.
Le romancier Howard Fast et le scénariste Dalton Trumbo avaient été condamnés par la commission des activités anti-américaines. Victimes du maccarthysme, ils mirent dans leur narration tous leurs élans de liberté humaine. Le scénario du film comporte de nombreuses allusions par anticipation à l'histoire américaine et aux débats politiques de son époque : pour certains, Spartacus est un pré-chrétien, pour d'autres un pré-communiste, etc.[réf. souhaitée]
David Lean fut d'abord contacté pour réaliser le film, mais il refusa ; on demanda alors à Laurence Olivier de le faire, mais il refusa lui aussi, arguant du fait que le double rôle d'acteur et de réalisateur serait trop prenant. Anthony Mann prit alors la direction du film, mais fut licencié par Kirk Douglas après seulement deux semaines de tournage (les scènes des carrières de pierre), Douglas le jugeant trop docile face aux acteurs du film. Douglas engagea ensuite Stanley Kubrick, qui commença à tourner en février 1959.
Avec treize millions de dollars, le film était le second plus cher film de l'époque après Ben-Hur, qui en a coûté seize.[réf. souhaitée]

### Attribution des rôles

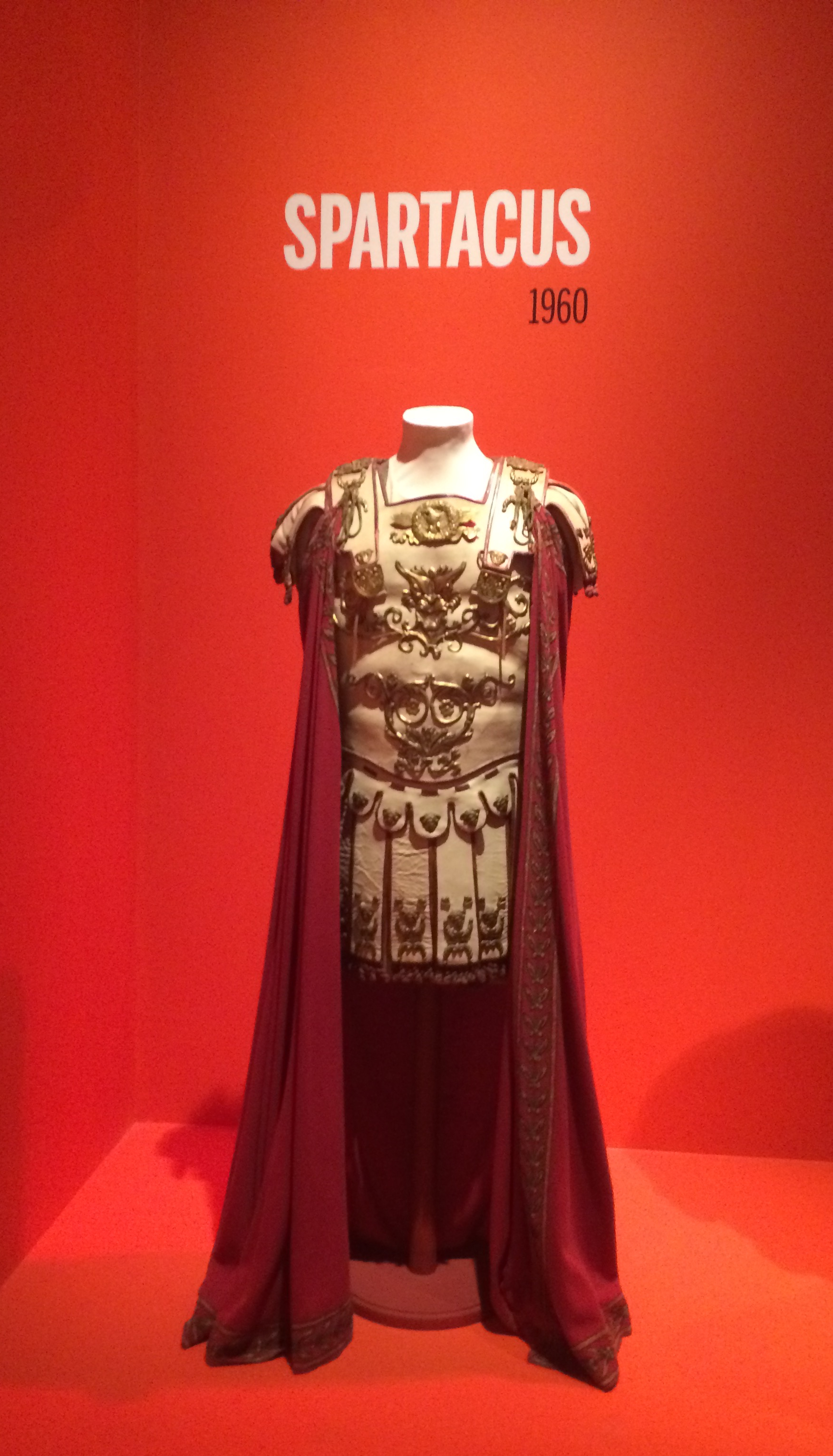
Armure romaine et tunique portées par Marcus Licinius Crassus (Laurence Olivier) dans le film.

Le rôle de Varinia fut d'abord proposé par Kirk Douglas à l'actrice italienne Elsa Martinelli qu'il avait rencontrée à Rome, ramenée à Hollywood et appréciée sur le tournage de La Rivière de nos amours. Mais, en dépit de son envie et de ses efforts, celle-ci ne put se dégager de contrats antérieurs et dut renoncer au film pour tourner à Cinecitta.

### Tournage
Le film est l'un des rares (et le dernier) réalisé par Stanley Kubrick dont il n'est pas scénariste. Il a d'ailleurs admis que cela l'a gêné :

« Ensuite, j'ai fait Spartacus, le seul de mes films sur quoi je n'ai pas eu pleine autorité et j'ai le sentiment qu'il ne fut pas servi par cette circonstance. Tout vint en réalité du fait qu'il y avait des milliers de décisions à prendre ; or, quand vous ne les prenez pas vous-mêmes, quand vous n'êtes pas sur la même longueur d'onde que ceux qui les prennent, cela peut devenir une expérience très pénible ; et ce fut le cas. Bien sûr, je dirigeais les acteurs, composais les images et montais le film de telle sorte que je pus m'efforcer de faire de mon mieux, dans les limites des faiblesses de l'histoire. »

— Stanley Kubrick (Interview accordée à Eye en août 1968).
Le film fut tourné en Espagne (à Madrid et dans la province de Guadalajara) et en Californie.

### Musique
Le Love Theme de la bande originale du film est signée Alex North.
Il a donné lieu à de multiples reprises, certaines devenues des standards comme celles de Bill Evans, Yusef Lateef, Terry Callier, Carlos Santana (sur Swing of Delight), Ahmad Jamal, etc. Le thème a également été samplé en 1998 par le rappeur français Shurik'n dans le morceau Manifeste (en featuring avec Akhenaton), sur son album Où je vis.

### Restauration
En 1990, Universal démarra une restauration du film, qui fut faite par Robert A. Harris et James C. Katz. La nouvelle version incorpore des scènes coupées lors du précédent montage, y compris la scène des escargots et des huîtres. Comme Laurence Olivier était décédé à cette époque, il fut demandé à Anthony Hopkins de dire le dialogue de Crassus. La version restaurée fut présentée le 21 avril 1991 à New York au bénéfice de l'American Film Institute.

## Récompenses et distinctions

### Récompenses
Oscars 1961 :
- Oscar du meilleur acteur dans un second rôle pour Peter Ustinov.
- Oscar de la meilleure création de costumes pour un film en couleurs pour Valles et Bill Thomas.
- Oscar de la meilleure photographie pour un film en couleurs pour Russell Metty.
- Oscar de la meilleure direction artistique pour un film en couleurs pour Alexander Golitzen, Eric Orbom, Russell A. Gausman et Julia Heron.

### Nominations
Oscars 1961 :
- nomination à l'Oscar de la meilleure musique de film pour Alex North.
- nomination à l'Oscar du meilleur montage pour Robert Lawrence.

## Autour du film

### Divers

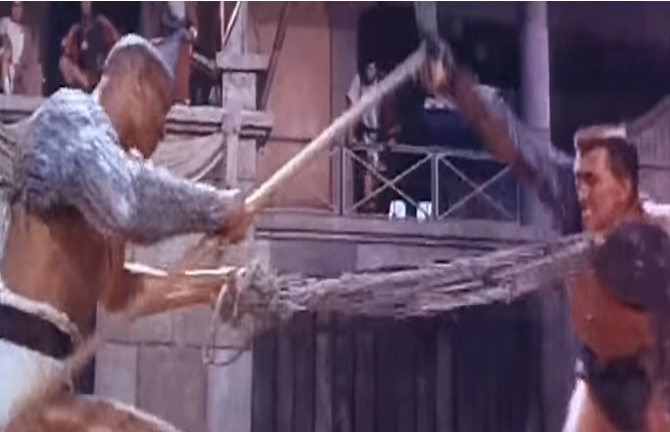
Scène de combat entre Spartacus et le géant éthiopien Draba.

- Le film prend des libertés avec le Spartacus historique. Ce dernier n'était par exemple pas le chef de la révolte des esclaves, mais juste une de ses plus importantes figures. Il serait mort au combat et non crucifié. Seuls Spartacus, Crixus, Lentulus, Crassus, Gracchus, Pompée et César ont eu une existence historique, les autres personnages sont fictifs.
- Le film prend aussi des libertés avec les combats de gladiateurs : les équipements du thrace (Kirk Douglas) et du rétiaire (Woody Strode) sont incomplets. Kirk Douglas aurait dû avoir un casque (galea), un bouclier rectangulaire (parma) et des protège-tibias (ocreas) en plus de sa dague courbe (sica)[12]. Ni le pouce vers le haut, ni le pouce vers le bas, n'ont jamais existé dans l'Antiquité[13]. La phrase « Ave Caesar morituri te salutant » n'a jamais été prononcée lors d'un combat de gladiateurs[13]. Il manque un arbitre dans l'arène.
- John Gavin, qui joue le rôle de César, s'est surtout fait connaître par celui de l'amant de Marion Crane dans le film Psychose d'Alfred Hitchcock. Par la suite, il quitta le monde du cinéma et devint ambassadeur américain au Mexique.
- Spartacus comporte de nombreuses scènes choquantes pour leur temps : visions de charniers, scènes sanglantes. Certaines de ces scènes n'apparaissent que dans la version restaurée en 1991.
- Riccardo Freda avait déjà réalisé en 1953 un film sur le même sujet, mais de notables différences de scénario existent entre les deux films. Par exemple, Kubrick fait une impasse totale sur le passé de décurion de Spartacus et Ricardo Freda fait mourir le héros sur le champ de bataille et non crucifié sur la Via Appia. Freda donne aussi une part très importante aux relations sentimentales romancées et totalement improbables de Spartacus avec Sabine, la fille de Crassus. Cependant, dans les deux adaptations, « l'homosexualité, très présente dans le roman d'Howard Fast, est gommée de cette parabole antique et virile sur la lutte de classes, à la sortie, la seule scène équivoque (dans le film de Kubrick) fut censurée »[14].

### « Je suis Spartacus! »
Cette réplique culte est prononcée dans l'une des dernières scènes du film, après la défaite de l'armée des esclaves : Crassus promet la vie sauve aux esclaves capturés si Spartacus se désigne, ce dernier étant promis à la crucifixion. Alors que Spartacus se lève lentement pour sauver ses camarades, tous les autres se lèvent un à un en criant « Je suis Spartacus ». 
Cette phrase fut utilisée en dehors du film :
- Stanley Kubrick se réfère lui-même à son film dans Lolita (1962) : au début du film, lorsque Humbert se rend chez Clare Quilty, il lui demande : « Are you Clare Quilty? », et celui-ci répond : « No, I'm Spartacus! »[15]
- Kirk Douglas reprendra la réplique pour le titre de son ouvrage I am Spartacus ! paru en 2013 dans lequel il raconte l'épopée du film, révélant que cette réplique faillit passer à la trappe[16]. L'ouvrage remporta le prix littéraire du syndicat français de la critique de cinéma.
- Dans La Vie de Brian des Monty Python, le nom de Spartacus est remplacé par Brian. Un des personnages déclare même : « Je suis Brian et ma femme aussi »[17].
- Dans Malcolm X de Spike Lee, des enfants déclarent chacun à la caméra « I am Malcolm X ! »[18].
- Lors de l’introduction des concerts de Roger Waters sur la tournée The Wall Live[19].

### Anachronismes
- À leur entrée dans la cité de Métaponte, les habitations au milieu desquelles défilent les troupes de Spartacus sont d'une architecture plus récente.
- Près de Brindisi, des révoltés esquissent des pas de danse qui, comme la musique les accompagnant, sont de facture médiévale. Dans les scènes à cheval, les cavaliers ont des étriers, accessoire inconnu à l'époque romaine.
- À plusieurs reprises, Spartacus envisage d'éventuels mouvements militaires en se servant d'une carte de la botte italienne ; sur cette dernière (où les côtes sardes et corses sont fort précisément dessinées) les noms de localités intéressant l'intrigue sont portés en caractères latins contemporains. De plus, ces cartes sont bien plus précises que les cartes d'époque.
- Alors que la majorité des « spartacistes » dorment sur une plage, des chandelles modernes éclairent certains membres de l'état-major de la révolte consultant à nouveau un plan.
- Dans la séquence où l'émeute des gladiateurs se produit chez Batiatus, l'alerte est donnée par des sifflets similaires aux sifflets modernes de la police urbaine.
- L'équipement des légionnaires présente des éléments de l'époque impériale, postérieure aux évènements du film.
- Dans le film, la plupart des acteurs et des actrices ont des coiffures à la mode à la fin des années 1950, ce que de nombreux historiens n'ont pas manqué de signaler comme un grand anachronisme. Lors de certaines scènes du film, Kirk Douglas aurait même du gel dans les cheveux.
- Le terme clown employé par Crassus : « Pas question de passer pour des clowns » n'est apparu qu'à la fin du XVIe siècle. Le terme d'histrion aurait été compatible avec l'époque romaine mais n'aurait peut-être pas été compris par les spectateurs.
- Crassus n'est devenu consul qu'après la fin de la révolte des esclaves.
- César n'a exercé de commandement militaire que plus tard, étant trop jeune à cette époque.
- Les frères Gracques sont assassinés des décennies avant les éléments relatés.
- Lucullus et son armée n'ont pas combattu Spartacus, étant restés en Orient.
- Pompée et son armée n'ont pas débarqué dans le sud de l'Italie, mais ont éliminé les débris de l’armée des esclaves dans le nord, en revenant d'Ibérie par la terre, à travers la Gaule transalpine.
- Il n'y avait pas encore de garnison à Rome à cette époque.
- Pour certains historiens de l'Antiquité, dont Tacite, Spartacus serait mort au combat, et identifié formellement quelques heures après sa mort. De même, Spartacus ne voulait en aucun cas être repris vivant par les envoyés de Rome, sachant le sort qui l'attendait. La fin du film montrant Spartacus mourant crucifié pourrait donc être un anachronisme.
- Il n'y a pas eu d'histoire d'amour entre Spartacus et Varinia, cette dernière n'ayant pas existé.

### Articles
- Natalie Zemon Davis, « Un débat en coulisses: Trumbo, Kubrick et la dimension historique de Spartacus, 1960 », Actes de la recherche en sciences sociales, vol. 161-162, no 1,‎ 2006, p. 80-95 (ISSN 0335-5322, DOI 10.3917/arss.161.0080, lire en ligne)
- (en) Bülent Diken, « The ghost of Spartacus », Journal of War & Culture Studies, vol. 4, no 3,‎ 8 décembre 2011, p. 399–411 (ISSN 1752-6272, DOI 10.1386/jwcs.4.3.399_1)